# Ma Chengyuan
Ma Chengyuan (ur. 3 listopada 1927, zm. 25 września 2004) – chiński historyk sztuki, muzealnik, zasłużony dla ratowania starożytnych eksponatów w okresie rewolucji kulturalnej.
W pracy naukowej koncentrował się na starożytnych chińskich brązach i był uznanym autorytetem w tej dziedzinie; opublikował ponad 80 książek i artykułów.

## Życiorys
Od 1952 roku był związany z Muzeum w Szanghaju; do 1966 zgromadzono tam ponad 13 tysięcy eksponatów: starożytnych brązów chińskich, malowideł, porcelany, kaligrafii, wyrobów z jadeitu oraz mebli i wytworów rzemiosła artystycznego. Pracując niemal od początku istnienia muzeum Ma Chengyuan pracował nad stworzeniem i uporządkowaniem zbioru.
W okresie rewolucji kulturalnej zbiory Muzeum – podobnie jak zbiory prywatnych kolekcjonerów – zostały narażone na zniszczenie; członkowie Czerwonej Gwardii niszczyli wszelkie pozostałości kultury z epoki przed powstaniem ChRL. Dla ratowania kolekcji muzealnej Ma Chengyuan spędzał w muzeum większość czasu, a także uciekł się do podstępu – nakazał obwiesić muzeum rewolucyjnymi sloganami, a jego pracownikom przebrać się w mundury Czerwonej Gwardii; interweniował też w przypadkach rabunku prywatnych zbiorów. 
Ostatecznie został pojmany przez hunwejbinów. Próbowano wymusić na nim przyznanie się do handlowania muzealnymi eksponatami w celu uzyskania osobistych korzyści. Ma nie przyznał się jednak do winy; ostatecznie skazano go na zesłanie do obozu pracy. W 1972 roku z okazji wizyty Richarda Nixona w Chinach został uwolniony i sprowadzony z powrotem do muzeum celem przygotowania wystawy, którą będzie zwiedzał amerykański prezydent. 
Od 1985 roku był dyrektorem szanghajskiego muzeum. Doprowadził do wybudowania nowego budynku dla instytucji, otwartego w 1996 roku. Jednocześnie zbiory muzeum pod dyrekcją Ma Chengyuana wzrosły do ponad 200 tysięcy eksponatów.